# Alessandro Bernardini
Alessandro Bernardini (Domodossola, 21 gennaio 1987) è un ex calciatore italiano, di ruolo difensore.

## Carriera
Cresciuto nel Verbania, nel 2006 si trasferisce al Borgomanero dove gioca da titolare due stagioni in Serie D, dopo aver collezionato una partita di Coppa Italia con il Parma nella stagione precedente, entrando al 74' di Parma-Inter (0-1) del 30 novembre 2005, andata degli ottavi di finale.
Nel 2008 passa al Varese in Serie C2 dove conquista la promozione in Serie C1, la stagione seguente resta in Lombardia e le sue prestazioni fanno sì che nel gennaio del 2010 venga acquistato dal Livorno in compartecipazione.
Debutta in Serie A in maglia amaranto il 28 febbraio successivo, giocando complessivamente cinque partite, di cui le ultime 4 da titolare e per tutti e 90 i minuti.
A fine stagione si aggrega alla Juventus per disputare una tournée negli Stati Uniti.
Dal 2010 milita nel Livorno, in Serie B. Segna la sua prima rete in amaranto il 3 settembre 2012 nella sfida di Serie B vinta 3-2 contro il Padova.
Il 2 giugno 2013 conquista la Serie A ai play-off con il Livorno.
Il 2 settembre seguente viene ceduto in prestito al Chievo Verona. Esordisce con i gialloblu il 21 settembre 2013 nella partita Chievo-Udinese (2-1).
Il 23 giugno 2015 riceve un avviso di garanzia in merito alla presunta combine della partita Catania-Livorno (1-1) del campionato di Serie B 2014-2015, che ha portato all'arresto, tra gli altri, il presidente del Catania Pulvirenti e l'ex direttore sportivo degli etnei Delli Carri.
Viene tuttavia completamente prosciolto in quanto totalmente estraneo ai fatti.

Il 4 novembre 2015 firma un contratto fino a fine stagione con opzione per il rinnovo con la Salernitana, il 15 novembre 2015 gioca la sua prima partita in casa Salernitana-Novara (1-0) subendo un infortunio alle costole.
Al termine della stagione viene esercitata l'opzione dalla squadra campana, con la quale si legherà fino al 2019, divenendone capitano.
Proprio nel 2019, a seguito di un infortunio al tendine d'achille, è costretto a lasciare il calcio giocato.

## Statistiche

### Presenze e reti nei club
| Stagione           | Squadra            | Campionato         | Campionato | Campionato | Coppe nazionali | Coppe nazionali | Coppe nazionali | Coppe continentali | Coppe continentali | Coppe continentali | Altre coppe | Altre coppe | Altre coppe | Totale | Totale |
| Stagione           | Squadra            | Comp               | Pres       | Reti       | Comp            | Pres            | Reti            | Comp               | Pres               | Reti               | Comp        | Pres        | Reti        | Pres   | Reti   |
| ------------------ | ------------------ | ------------------ | ---------- | ---------- | --------------- | --------------- | --------------- | ------------------ | ------------------ | ------------------ | ----------- | ----------- | ----------- | ------ | ------ |
| 2008-2009          | Varese             | 2D                 | 24         | 1          | CI-LP           | 5               | 0               | -                  | -                  | -                  | SL-2D       | 2           | 0           | 31     | 1      |
| 2009-gen. 2010     | Varese             | 1D                 | 18         | 0          | CI+CI-LP        | 2+1             | 0               | -                  | -                  | -                  | -           | -           | -           | 21     | 0      |
| Totale Varese      | Totale Varese      | Totale Varese      | 42         | 1          |                 | 8               | 0               |                    | -                  | -                  |             | 2           | 0           | 52     | 1      |
| gen.-giu. 2010     | Livorno            | A                  | 5          | 0          | CI              | -               | -               | -                  | -                  | -                  | -           | -           | -           | 5      | 0      |
| 2010-2011          | Livorno            | B                  | 17         | 0          | CI              | 0               | 0               | -                  | -                  | -                  | -           | -           | -           | 17     | 0      |
| 2011-2012          | Livorno            | B                  | 33         | 0          | CI              | 0               | 0               | -                  | -                  | -                  | -           | -           | -           | 33     | 0      |
| 2012-2013          | Livorno            | B                  | 41+3       | 1          | CI              | 0               | 0               | -                  | -                  | -                  | -           | -           | -           | 44     | 1      |
| ago.-set. 2013     | Livorno            | A                  | 0          | 0          | CI              | 1               | 0               | -                  | -                  | -                  | -           | -           | -           | 1      | 0      |
| set. 2013-2014     | Chievo             | A                  | 13         | 0          | CI              | 1               | 0               | -                  | -                  | -                  | -           | -           | -           | 14     | 0      |
| 2014-2015          | Livorno            | B                  | 35         | 1          | CI              | 1               | 0               | -                  | -                  | -                  | -           | -           | -           | 36     | 1      |
| Totale Livorno     | Totale Livorno     | Totale Livorno     | 131+3      | 2          |                 | 2               | 0               |                    | -                  | -                  |             | -           | -           | 136    | 2      |
| nov. 2015-2016     | Salernitana        | B                  | 21+2       | 0          | CI              | -               | -               | -                  | -                  | -                  | -           | -           | -           | 23     | 0      |
| 2016-2017          | Salernitana        | B                  | 38         | 1          | CI              | 2               | 0               | -                  | -                  | -                  | -           | -           | -           | 40     | 1      |
| 2017-2018          | Salernitana        | B                  | 12         | 0          | CI              | 2               | 0               | -                  | -                  | -                  | -           | -           | -           | 14     | 0      |
| 2018-2019          | Salernitana        | B                  | 1          | 0          | CI              | 0               | 0               | -                  | -                  | -                  | -           | -           | -           | 1      | 0      |
| Totale Salernitana | Totale Salernitana | Totale Salernitana | 72+2       | 1          |                 | 4               | 0               |                    | -                  | -                  |             | -           | -           | 78     | 1      |
| Totale carriera    | Totale carriera    | Totale carriera    | 258+5      | 4          |                 | 15              | 0               |                    | -                  | -                  |             | 2           | 0           | 280    | 4      |

## Palmarès

### Club

#### Competizioni nazionali
- Lega Pro Seconda Divisione: 1

Varese: 2008-2009